# 高玉泉
高玉泉（Bernard Y. KAO），臺灣臺北人，臺灣法學家、人權專家，行政院身心障礙者權益推動小組委員，台灣展翅協會（原台灣終止童妓協會）常務理事、國際網路檢舉熱線聯盟INHOPE副主席。英國華威大學法學博士，專長為傳播法、國際法、國際私法、法律社會學。國立中興大學財經法律學系創系系主任，現為國立中興大學法律學系教授、慈濟大學智慧永續管理學院院長、德國卡爾斯魯厄應用科技大學榮譽教授。

## 對於虛擬兒少色情的觀點
日本是一個性產業發達及色情氾濫的先進國家。色情表演、色情書店，色情影音店林立於東京及其他大城市。令人詬病的是，其色情文化中往往有兒童的蹤影。例如，風行已久的成人漫畫中常有少女面孔擁有「爆乳」體態與男子性交之情節；描述年輕型男與兒童之間愛戀關係的所謂「友愛 (yaoi)」文學創作，據說有高達五十萬讀者；色情網站的內容更是五花八門，以穿著校服的少女為主題的幼齒網站比比皆是。——《兒童權利公約逐條要義》（2016）第321-322頁，《網際網路與兒少性剝削——比較法的省思》（2015）第136頁。
兒少色情漫畫及卡通，一方面未涉及真實之兒少，另一方面又不具逼真性，依現行兒少條例確實無法構成犯罪。此與美國法及日本法之實踐同。但如其情節涉及猥褻，仍得依刑法255條（原文如此）之規定予以處罰。就此，筆者從兒少保護的立場認為以兒少為性對象，強調其性需求及性慾觀，係屬散布扭曲的兒少成長過程，且不吝為替戀童癖者之行為背書，故其本質上為邪惡（evil in itself）。未來在立法政策上如何規範，亦值深思。——《網際網路與兒少性剝削——比較法的省思》（2015）第161-162頁。
對於AI生成的擬真虛擬兒少色情，高玉泉認為不是廠商寫滿十八歲就可規避法律責任，而是要客觀判斷是否滿十八歲（例如使用坦納分期（Tanner scale）），而漫畫等擬真程度低的，若臉看起來是小孩，即便身體發育很成熟仍是兒少性影像。高氏主張以《兒童及少年性剝削防制條例》處罰虛擬兒少色情的賣家與買家。高玉泉稱虛擬兒少色情會造成真實世界的兒少性剝削，甚至作為誘騙兒童的工具。高氏表示在法律與國際公約上兒少權益高於言論自由，而日本沒有禁止虛擬創作是受出版業者影響，台灣不應以日本作對照。
高玉泉受邀出席2023年iWIN兒少網安年會時，認為《刑法》235條對猥褻圖畫已有2年以下有期徒刑，歐美也從20年前就對虛擬兒少色情開罰，不是非真人就不該處罰。對於ACG作品，高氏表示《兒童權利公約》的兒少最佳利益，就是涉及兒童的事物都應以兒童為最優先考量，把兒童當性幻想對象就是對兒童不利，而虛擬兒少色情不是沒有被害人，被害人是潛在的所有兒少。

## 著作
- 高玉泉、施慧玲. . 內政部兒童局. 2004年. ISBN 9789570109221.
- 高玉泉. . 新學林. 2010年. ISBN 9789866225017.
- 陳長文、高玉泉、陳純一、廖宗聖. . 臺灣本土法學雜誌. 2011年. ISBN 9789868631458.
- 高玉泉.  二版. 新學林. 2013年. ISBN 9789862952351.
- 高玉泉. . 國立中興大學. 2015年. ISBN 9789860469790.
- 高玉泉、蔡沛倫.  (PDF). 臺北市: 衛生福利部社會及家庭署. 2016年  [2024-02-04]. ISBN 9789860483475. （原始内容存档 (PDF)于2024-02-04）.

## 外部連結
- 國立中興大學法律學系-高玉泉教授 （页面存档备份，存于）
- 法源法律網-高玉泉 （页面存档备份，存于）